# 光亮瘤蕨
光亮瘤蕨（学名：Phymatosorus cuspidatus），为水龙骨科瘤蕨属下的一个植物种。